# Лопухов
Лопухов (слч. Lopúchov) насељено је мјесто са административним статусом сеоске општине (слч. obec) у округу Бардјејов, у Прешовском крају, Словачка Република.

## Становништво
| Година:    | 1994. | 2004.   | 2014.   | 2024.   |
| ---------- | ----- | ------- | ------- | ------- |
| Број људи: | 320   | 321     | 328     | 311     |
| Разлика:   |       | +0,31 % | +2,18 % | -5,18 % |

| Година:    | 2023. | 2024.   |
| ---------- | ----- | ------- |
| Број људи: | 307   | 311     |
| Разлика:   |       | +1,30 % |

Према подацима о броју становника из 2024. године насеље је имало 311 становника.